# Фласе
Фласе́ (фр. Flacey) — коммуна во Франции, находится в регионе Бургундия. Департамент коммуны — Кот-д’Ор. Входит в состав кантона И-сюр-Тий. Округ коммуны — Дижон.
Код INSEE коммуны — 21266.

## Население
Население коммуны на 2010 год составляло 158 человек.
| 1962 | 1968 | 1975 | 1982 | 1990 | 1999 | 2010 |
| ---- | ---- | ---- | ---- | ---- | ---- | ---- |
| 93   | 107  | 116  | 131  | 123  | 144  | 158  |

## Экономика
В 2010 году среди 108 человек трудоспособного возраста (15—64 лет) 80 были экономически активными, 28 — неактивными (показатель активности — 74,1 %, в 1999 году было 71,0 %). Из 80 активных жителей работали 73 человека (40 мужчин и 33 женщины), безработных было 7 (6 мужчин и 1 женщина). Среди 28 неактивных 14 человек были учениками или студентами, 10 — пенсионерами, 4 были неактивными по другим причинам.